# Saint-Marcellin-lès-Vaison
Saint-Marcellin-lès-Vaison – miejscowość i gmina we Francji, w regionie Prowansja-Alpy-Lazurowe Wybrzeże, w departamencie Vaucluse.
Według danych na rok 1990 gminę zamieszkiwało 271 osób, a gęstość zaludnienia wynosiła 76 osób/km² (wśród 963 gmin regionu Prowansja-Alpy-W. Lazurowe Saint-Marcellin-lès-Vaison plasuje się na 581. miejscu pod względem liczby ludności, natomiast pod względem powierzchni na miejscu 815.).

## Populacja

Populacja Saint-Marcellin-lès-Vaison w latach 1962-2008